# Балаклавское сражение
Балакла́вское сражение 13 (25) октября 1854 года — одно из полевых сражений Крымской войны 1853—1856 годов между союзными силами Великобритании, Франции и Османской империи с одной стороны, и русскими войсками — с другой.
Сражение произошло в долинах к северу от Балаклавы, ограниченных невысокими Федюхиными горами, Сапун-горой и рекой Чёрной.
Это сражение вошло в историю в связи с четырьмя его эпизодами: взятие русскими войсками четырёх передовых редутов, защищавших лагерь союзников; кавалерийским боем между русской гусарской бригадой и тяжёлой британской кавалерийской бригадой, исход которой до сих пор вызывает множество споров среди историков; обороной 93 шотландского пехотного полка («Тонкая красная линия» англ. Thin red line), и атакой лёгкой британской кавалерийской бригады, предпринятой лордом Кардиганом после серии недоразумений, которая привела к большим потерям среди британцев.
Сражение не стало решающим. Британцы не смогли взять Севастополь с ходу, а русским войскам не удалось развить успех и продолжить наступление на позиции союзников.

## Расположение союзных войск в Балаклавском лагере
Русский отряд, находившийся под командованием генерал-лейтенанта Павла Липранди, насчитывал около 16 тысяч человек и включал Киевский и Ингерманландский гусарские, Уральский и Донской казачьи, Азовский, Днепровский пехотные, Одесский и Украинский егерские полки (все — 12-й пехотной дивизии) и ряд других частей и подразделений. Генерал-лейтенант Липранди занимал должность заместителя главнокомандующего русскими войсками в Крыму князя Александра Меншикова.
В середине сентября 1854 года на буграх вокруг занятой Балаклавы союзные войска построили 4 редута (3 больших и один поменьше), которые обороняли размещённые там по распоряжению лорда Раглана турецкие войска. На каждом редуте находилось по 250 турецких солдат и 1 английскому артиллеристу. Артиллерией, однако, были оснащены лишь 3 больших редута. В Балаклаве располагался лагерь и военные склады союзных войск. Англичане презрительно обходились со своими турецкими союзниками, подвергали их телесным наказаниям за малейшие проступки и выдавали более чем скромный рацион.
Силы союзников, в основном представленные британскими войсками, включали две кавалерийские бригады. Бригада тяжёлой кавалерии под командованием бригадного генерала Джеймса Скарлетта состояла из 4-го и 5-го гвардейских полков, 1-го, 2-го и 6-го драгунских полков (5 двух-эскадронных полков, всего 800 чел.) И располагалась южнее, ближе к Балаклаве. Северные позиции, ближе к Федюхиным горам, занимала бригада лёгкой кавалерии, включавшая 4-й, 8-й, 11-й, 13-й гусарских и 17-й уланский полки (5 полков двух-эскадронного состава, всего 700 чел.). Командовал лёгкой бригадой генерал-майор лорд Кардиган. Общее командование британской кавалерией осуществлял генерал-майор лорд Лукан. В сражении участвовали также французские и турецкие подразделения, но их роль была незначительной. Количество войск союзников составляло около четырёх с половиной тысяч человек. Британским экспедиционным корпусом командовал генерал-лейтенант лорд Фицрой Раглан, французским — дивизионный генерал Франсуа Канробер.

## Планы и силы сторон

Расположение войск

В октябре русские силы приблизились к союзной Балаклавской базе. Город и порт Балаклава, расположенный в 15 км к югу от Севастополя, являлся базой британского экспедиционного корпуса в Крыму. Удар русских войск по позициям союзников у Балаклавы мог, в случае успеха, привести к деблокированию осаждённого Севастополя и нарушению снабжения англичан.

## Начало сражения

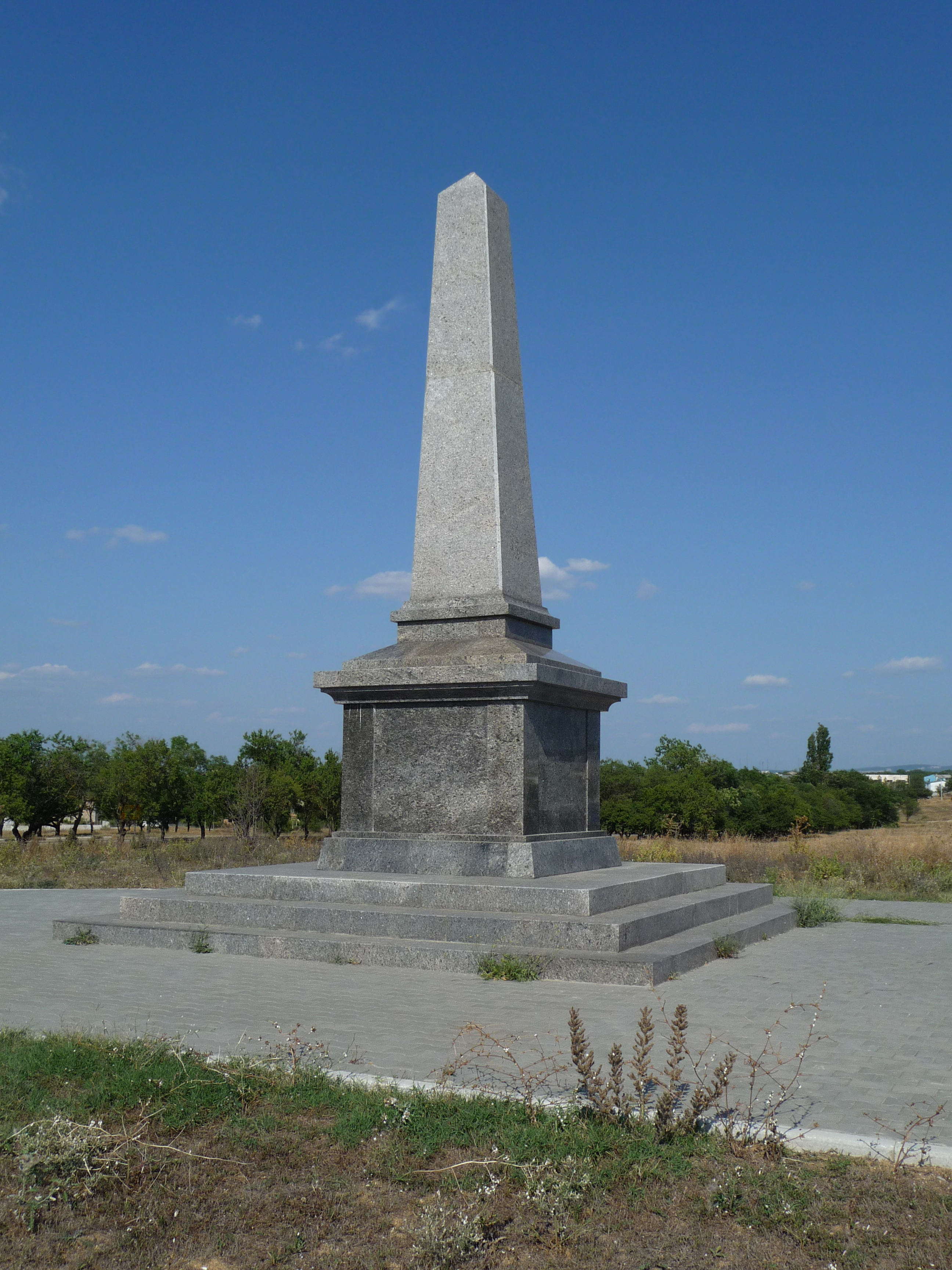
Памятник павшим британцам в Балаклавской долине

Сражение началось около пяти утра, ещё до рассвета. Русские штыковой атакой выбили турецкие войска из редута № 1, расположенного на южном фланге, и уничтожили около 170 турок. Три оставшиеся редута, расположенные к северу и северо-западу, были брошены турками без боя. Панически бежавшие турецкие войска не привели в негодность артиллерию, располагавшуюся на редутах, и русским в качестве трофея досталось девять орудий. Англичанам пришлось останавливать отступавших турок силой оружия.

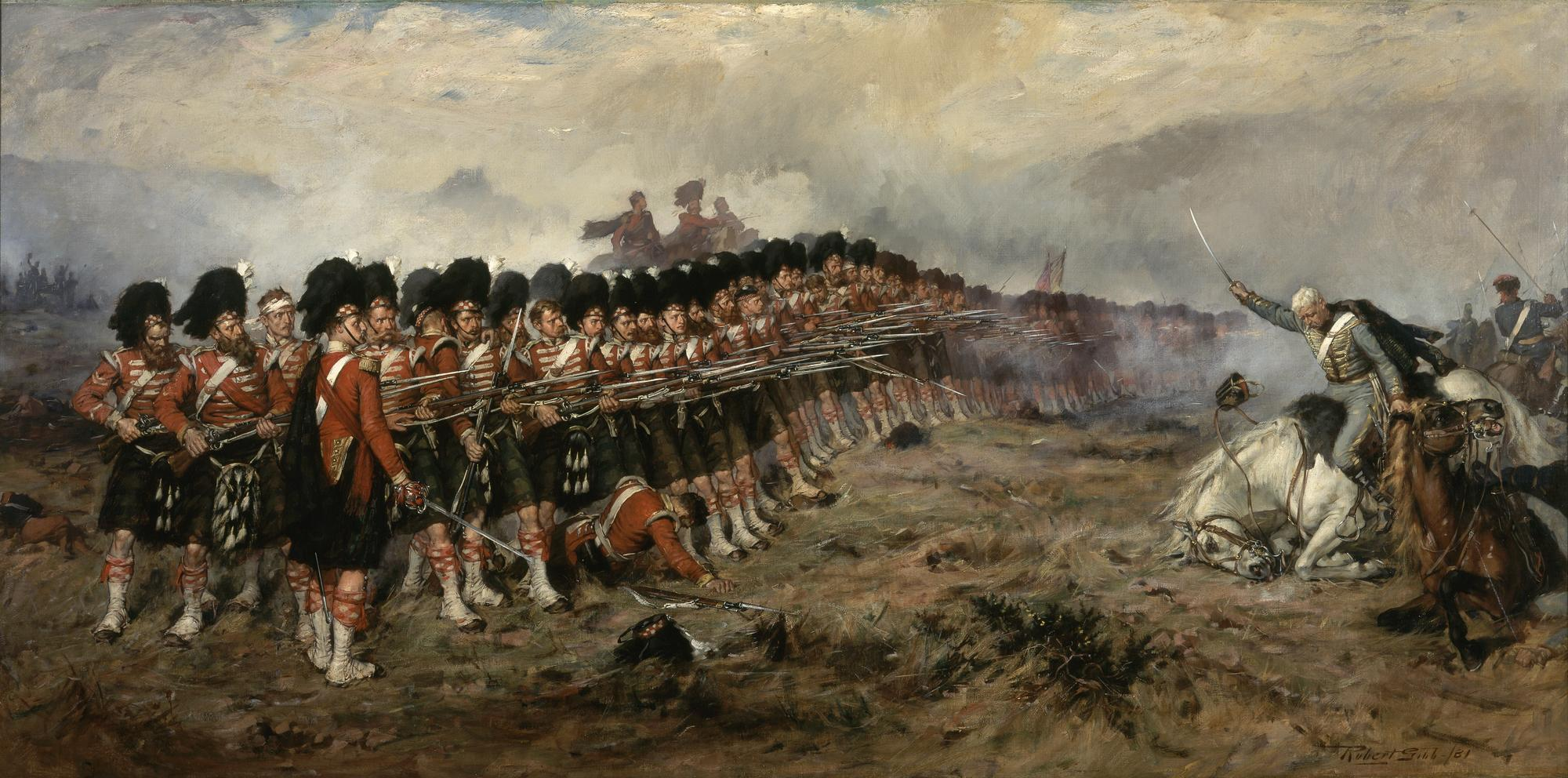
«Тонкая красная линия». Картина Роберта Гибба (1881)

После захвата редутов, генерал-лейтенант Липранди двинул в атаку гусарскую бригаду генерал-лейтенанта Рыжова с целью уничтожения английского артиллерийского парка, как предполагалось по диспозиции, составленной накануне сражения. Выйдя к объекту атаки, генерал-лейтенант Рыжов обнаружил вместо предполагаемого артиллерийского парка подразделения тяжёлой кавалерийской бригады англичан. Русских гусар и английских драгун разделяла часть полевого палаточного лагеря английской лёгкой кавалерийской бригады, которая, скорее всего, накануне сражения, и была принята русским командованием за упомянутый артиллерийский парк. Как указывается очевидцами и историками с той и с другой стороны, эта встреча стала неожиданностью для обоих кавалерийских начальников, так как их движение скрывал друг от друга пересечённый рельеф местности. Произошёл ожесточённый кавалерийский бой, в результате которого тяжёлая бригада англичан отступила. Но генерал-лейтенант Рыжов не стал развивать успех и отвёл свою гусарскую бригаду на исходную позицию. Результат этого кавалерийского боя остался неопределённым, поэтому победу каждая из сторон приписала себе. Однако, зная боевую задачу, поставленную генерал-лейтенанту Рыжову генерал-лейтенантом Липранди, его отход на исходные позиции вполне объясним. Встретив на своём пути англичан и дав бой, начальник русской кавалерии посчитал свою задачу выполненной. Об этом пишет он сам в своей записке, и это подтверждается в воспоминаниях участника этого кавалерийского боя офицера Ингерманландского гусарского полка Арбузова. После войны генерал-лейтенант Рыжов и штабс-ротмистр Арбузов в своих воспоминаниях отмечали уникальность этого кавалерийского боя: редко случалось когда такие кавалерийские массы с равным ожесточением рубились столь долгое время. Поэтому этот бой должен занять почётное место в истории русской кавалерии.
В это же время, пока гусарская бригада генерал-лейтенанта Рыжова вела бой с английской тяжёлой кавалерийской бригадой, 1-й Уральский казачий полк подполковника Хорошхина приблизился к позиции, где стоял 93-й шотландский пехотный полк. Чтобы прикрыть слишком широкий фронт возможной атаки казаков, командир 93-го шотландского пехотного полка баронет Колин Кэмпбелл приказал своим солдатам построиться в шеренгу по два, вместо предусмотренной уставами в таких случаях шеренги по четыре. Слова приказа Кэмпбелла и ответ на них его адъютанта Джона Скотта вошли в британскую военную историю:
— Приказа к отходу не будет, парни. Вы должны умереть там, где стоите.
— Есть, сэр Колин. Если понадобится, мы это сделаем.
Корреспондент «Таймс» описал потом шотландский полк в этот момент как «тонкую красную полоску, ощетинившуюся сталью». Со временем это выражение перешло в устойчивый оборот «тонкая красная линия», обозначающий оборону из последних сил. 
Но в данном конкретном случае обороны не было, так как атака не состоялась. Казаки остановились в 500 метрах от шотландцев, а затем отступили на исходные позиции вслед за остальной кавалерией. Командованию была ясна бесперспективность атаки готовой к обороне пехоты (и 10 пушек) примерно такой же по численности кавалерией, с вполне вероятным появлением и ударом в тыл всё той же английской тяжёлой кавалерийской бригады.

## Атака лёгкой кавалерийской бригады

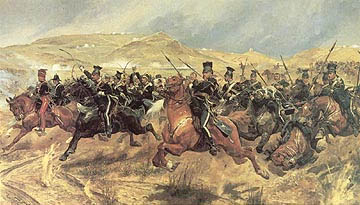
«Атака лёгкой бригады». Картина Ричарда Вудвилля (1894)

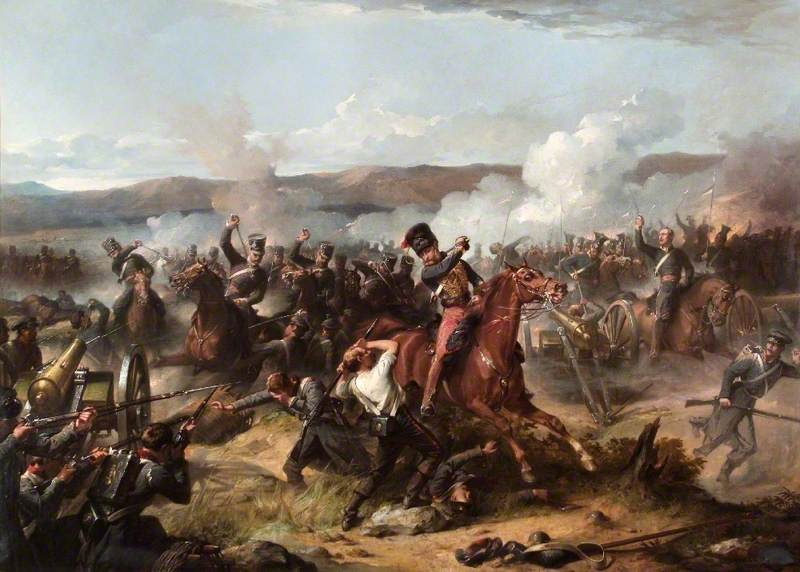
«Атака лёгкой кавалерии». Картина Томаса Джонса Баркера (1877)

Но лорд Раглан был крайне недоволен потерей девяти орудий в начале боя и отдал приказ, приведший к трагическим последствиям. Текст этого приказа лорду Лукану, записанный генерал-квартирмейстером Р. Эри, гласил:
«Лорд Раглан желает, чтобы кавалерия быстро пошла в наступление на находящегося перед ней противника и не позволила ему увезти назад пушки. Батарея конной артиллерии может сопровождать. Французская кавалерия на вашем левом фланге. Немедленно. Р. Эри».
Результатом выполнения приказа стала атака около 600 всадников на русские позиции по трехкилометровой долине, под убийственным перекрёстным огнём артиллерии и пехоты, находившихся на возвышенностях вдоль всей долины. Из первой линии всадников к русским позициям прорвались лишь около 50 человек. В ходе двадцатиминутной атаки, начавшейся в 12:20, погибло 129 английских кавалеристов, а суммарно вышло из строя до двух третей атакующих. Остатки бригады сумели отойти на исходные позиции. Тем не менее ещё до самого утра в английский лагерь возвращались раненные солдаты и офицеры.
Один из участников битвы, французский генерал Пьер Боске сказал вошедшую в историю фразу — «Это великолепно, но это не война». Менее известная концовка фразы гласила «Это безумие».
Теннисон написал популярное стихотворение по мотивам произошедшего.

## Итоги битвы

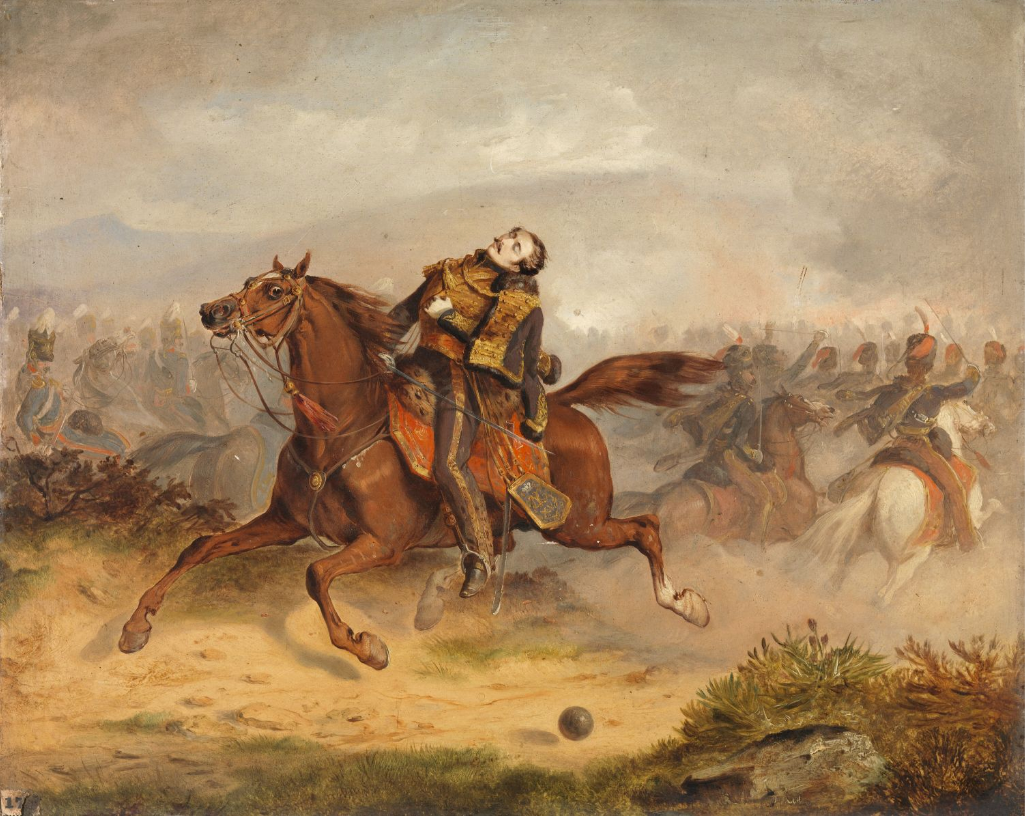
«Ранение капитана Нолана». Картина Томаса Джонса Баркера (1855)

К концу боя противоборствующие стороны остались на своих утренних позициях. 
Русские не смогли в ходе Балаклавского сражения достичь поставленной цели — разгромить английский лагерь и прекратить снабжение английских войск. Тем не менее, итогом сражения стал отказ союзников от идеи захвата Севастополя штурмом и переход к позиционным осадным действиям.

## Балаклавское сражение в искусстве
- Пятая композиция (The Trooper) четвёртого студийного альбома хеви-метал группы Iron Maiden Piece of Mind посвящена Балаклавскому сражению. Текст песни описывает атаку лёгкой кавалерийской бригады англичан глазами британского кавалериста, который погибает от мушкетного выстрела русского пехотинца.

«Песня основана на Крымской войне, где британцы воевали против русских. Вступление — это попытка воссоздать галоп лошадей во время атаки легкой кавалерии. Это атмосферная песня.» — Стив Харрис
Оригинальный текст (англ.)Based on the Crimean war with the British against the Russians. The opening is meant to try and recreate the galloping horses in the charge of the light brigade. It's an atmospheric song.